# 真実の瞬間 (経営学)
真実の瞬間（しんじつのしゅんかん、moments of truth）とは、顧客が企業の価値判断をする瞬間のことである。赤字体質に陥っていたスカンジナビア航空をわずか1年で再建に導いたヤン・カールソンにより提唱された。
顧客が実際にその企業の提供する製品、サービスに接するあらゆる瞬間が「真実の瞬間」となりえ、そのときに企業姿勢を疑いたくなるような瞬間があればその企業からの購買を取りやめる可能性がある。これは一般の顧客満足度調査には現れないが、顧客の購入の意思決定に直接に関係するものである。
真実の瞬間での対応に失敗すると、企業のあらゆる努力は吹き飛ばされ、顧客に「二度とこの企業の製品、サービスは購入しない」と心に決めさせてしまう。さらにこのときに顧客が感じた不快な経験は個人に止まらず、速いスピードで人に語られ、広まっていく。